# Blasticorhinus hampsoni
Blasticorhinus hampsoni là một loài bướm đêm trong họ Noctuidae.